# Awre
Awre är en ort och civil parish i Storbritannien.   Den ligger i grevskapet Gloucestershire och riksdelen England, i den södra delen av landet, 160 km väster om huvudstaden London. Awre ligger 25 meter över havet och antalet invånare är 1 714.
Terrängen runt Awre är huvudsakligen platt, men åt nordväst är den kuperad. Runt Awre är det ganska tätbefolkat, med 230 invånare per kvadratkilometer. Närmaste större samhälle är Gloucester, 16,4 km nordost om Awre. Trakten runt Awre består i huvudsak av gräsmarker.